# Ácido naftaleno-1-sulfônico
Ácido naftaleno-1-sulfônico, ou ácido 1-naftaleno-sulfônico ou ácido alfa-naftaleno-sulfônico é um composto químico orgânico, o derivado sulfonado, em posição 1, ou alfa, do naftaleno, de fórmula C10H8O3S, possuindo massa molecular de 208,23. Apresenta ponto de fusão de 77-79 °C, ponto de ebulição de 392 °C e é muito solúvel em água. É classificado com o número CAS 85-47-2.
As algas verdes Scenedesmus obliquus, em culturas com limitação de enxofre, metabolizam este ácido no ácido 1-hidroxinaftaleno-2-sulfônico (ácido alfa-Schäffer), hidroxilando o substrato na posição 1 e migrando o grupo sulfônico para a posição 2.
A sulfonação do naftaleno produz tanto este ácido quanto seu isômero ácido naftaleno-2-sulfônico. Quando a reação ocorre a temperaturas abaixo de 80 °C, o principal produto é o ácido naftaleno-1-sulfônico, e quando ocorre a temperaturas acima de 120 °C, o principal produto é o isômero. A reação de sulfonação é reversível, e em temperaturas altas, o ácido naftaleno-1-sulfônico sofre rápida dessulfonação, porém o ácido naftaleno-2-sulfônico, mesmo sendo formado a uma taxa mais lenta, é termodinamicamente estável, e resiste à dessulfonação.
As reações deste ácido, assim como dos demais derivados do naftaleno com substituição na posição C1, com compostos que são doadoras de eletrões, são substituições homonucleares, e ocorrem principalmente na posição C4 e, em menor grau, C2. Para compostos que são receptores de eletrões, as reações são substituições heteronucleares, e ocorrem nas posições C5 e C8.
A fusão do ácido naftaleno-1-sulfônico com hidróxido de sódio produz 1-Naftol.